# Министерство на обществените сгради, пътищата и съобщенията на България
Министерството на обществените сгради, пътищата и съобщенията (МОСПС) е българска държавна институция с ранг на министерство, съществувалa в периода 1893–1913 година.

## История
IV велико народно събрание учредява с изменения в конституцията от 15 май 1893 г. (с Указ № 5 от 19 ноември 1893 г.) Министерство на обществените сгради, пътищата и съобщенията, което да обединява пътищата, архитектурата и железниците в страната. През същата година министърът на обществените сгради, пътищата и съобщенията внася в Народното събрание законопроект за пътищата в Княжество България. Законът, приет на 20 декември 1893 г., поставя пътното дело в България на добри основи. Главните постановки на този закон са:
- Пътищата се разделят на три категории: държавни, окръжни и междуселски;
- Държавните се подразделят на първокласни и второкласни пътища;
- Върховният надзор над пътищата се упражнява от министерството.

### Структурни промени
Десетото Обикновено народно събрание на 20 януари 1900 г. приема и гласува „Закон за държавните и общинските пътища“, по силата на който пътищата се разделят на държавни и общински.
В първата сесия на ХIII Обикновено Народно събрание министърът на обществените сгради, пътищата и съобщенията внася законопроект за изменение и допълнение на „Закона за държавните и общинските пътища“, който се гласува на 22 декември 1903 г. В изменения „Закон за пътищата“ от 1903 г. са прокарани ясни постановки за направата, поправката и поддръжката на пътищата. ХIII Обикновено народно събрание на третата си сесия на 19 декември 1905 г. гласува „Закон за направа на част от пътната мрежа“, който е утвърден на 16 януари 1906 година. През същата година Народното събрание приема „Закон за службата на Главна дирекция на пътищата, благоустройството и сградите“. На 25 януари 1911 г.
Народното събрание приема „Закон за изменение и допълнение“ на „Закона за държавните и общинските пътища“. След изменение на Търновската конституция от 11 юли 1911 г. МОСПС се закрива и се създава Министерство на обществените сгради, пътищата и благоустройството (МОСПБ).